# Dinoponera mutica
Dinoponera mutica é uma espécie de formiga do gênero Dinoponera, pertencente à subfamília Ponerinae.